# 低酸素症
低酸素症（ていさんそしょう、Hypoxia）とは、生存に酸素が必要な生物において、何らかの原因で生体の組織に充分な酸素が行き渡たらず、酸素を利用したエネルギー産生が不充分な状態のことである。

## 原因
何らかの原因で周囲の酸素濃度が低下した場合、肺胞換気不全などによる外呼吸の障害、一酸化炭素中毒などによる血液の酸素運搬量の減少、血液循環不全による酸素運搬量の減少、シアン化合物中毒などによって組織中のミトコンドリア自体が酸素を利用できない場合など、様々な原因が挙げられる。

## 徴候と症状
- チアノーゼ[1]
- 頭痛[1][2][3]
- 反応速度の低下[4]、方向感覚の喪失、協調障害[1]
- 判断力の低下、混乱、記憶喪失、認知障害[1][1]
- 多幸感または解離[1]
- 視覚障害[2]
- 立ちくらみ、めまい[1]
- 疲労、眠気、倦怠感[1]
- 息切れ[1]
- 吐き気と嘔吐[1]
- 最初は血圧が上昇し、病状が進行するにつれて血圧が低下する[1]
- 重度の低酸素症は、意識の喪失、発作、痙攣、昏睡、そして最終的に死に至りえる。呼吸数が遅く浅くなり、瞳孔の対光反射を失うことがある[1]
- 手足の指のうずき[2]
- しびれ[2]

軽度の低酸素症ならば、呼吸数増加や心拍出量と心拍数を増加することによって代償し、すぐに回復する。しかし、代償不能で、脳にまで低酸素状態が生じた場合、呼吸機能が減退、神経の働きが鈍くなるなどの症状が現れる。
また、長期間に亘って慢性的に低酸素の状態に置かれると、血液中の赤血球を増加させて、低酸素状態に適応しようとする。
重症の場合、様々な障害が発生し、最悪の場合には死亡する。

### 幸せな低酸素症
幸せな低酸素症 (ハッピー・ハイポキシア、happy hypoxia）、もしくは静かな低酸素症 ( Silent hypoxia ）と呼ばれる呼吸困難（息苦しさ）を感じない無症候性の低酸素症状態である。急激に低酸素血症が進行するCOVID-19肺炎でこの症状を呈することがあり、一般に報道されたこともある。
息苦しさを感じるには、血中二酸化炭素濃度( PaCO2 )が高くなり視床下部にある呼吸中枢を「息苦しさ」として刺激される必要がある。息苦しくなると、呼吸回数を増やしたりして呼吸調節が行われる。そのため、酸素が減っていても血中二酸化炭素が増えない場合は息苦しさを感じない状態となる。
新型コロナ患者で同症状をしめした半数以上でも、血中の二酸化炭素が低い状態が確認されている。ほか、味覚が鈍る症状のように「息苦しさ」を感じる感覚に作用している可能性が指摘されている。

## 治療
酸素の供給、不整脈の治療、電解質の矯正などがある。